# Katharina von Escherich

Kitty von Escherich (ca. 1898)

Katharina von Escherich (Kitty von Escherich) (* 25. November 1855 in Varaždin, Kroatien; † 4. Oktober 1916 in Wien) war eine österreichische Komponistin.

## Leben und Wirken
Ihr Vater Josef Mathias Haus (* 1807 in Windischgrätz; † 1859 in Graz) war Gutsverwalter in Warasdin. Ihre Mutter war Maria, geb. Walter (* 28. Oktober 1817 in Olmütz/Mähren; † 3. März 1892 in Bubnjarci).
Sie wurde als Katharina Haus, jüngste Schwester des späteren Großadmirals Anton Haus geboren und studierte am Konservatorium der Gesellschaft der Musikfreunde in Wien Klavier bei Julius Epstein und Komposition bei Franz Krenn. Am 2. Juli 1878 hatte sie „Concurs der Ausbildungsschule für Komposition“ und erhielt den 2. Preis. Am gleichen Tag hatten sechs weitere Musikstudenten ihre Prüfung: Gustav Mahler, Mathilde Kralik von Meyrswalden, Hans Rott, Rudolf Pichler, Ernst Ludwig und Rudolf Krzyzanowski.
Mit ihrem Abgang vom Konservatorium im Jahr 1878 ist die Verfolgbarkeit ihres musikalischen Werdeganges für viele Jahre unterbrochen. Hintergrund ist mit großer Wahrscheinlichkeit die Eheschließung mit dem Mathematiker Prof. Dr. Gustav von Escherich (* 1. Juni 1849; † 28. Januar 1935) und der weiteren Ortswechsel der Familie. Ihr Mann bekam im Januar 1879 einen Ruf als Professor an die Universität Czernowitz und ein Jahr später, am 7. März 1880 wurde Sohn Oskar geboren (Rechtsanwalt; † 25. Juli 1943, Linz).
Im Jahr 1882 ging das Ehepaar nach Graz zurück, wo ihr Mann als Professor an der Technischen Hochschule wirkte. Wirklich sesshaft wurde die Familie aber erst im Jahr 1884, als Gustav von Escherich den Ruf an die Universität Wien bekam, an der er sogar in den Jahren 1903/04 Rektor wurde. Ihr endgültiges Domizil befand sich in Wien in der Dobelhoffgasse 7, in der die Komponistin einen Salon führte, der von Wissenschaftlern und Künstlern gleichermaßen besucht wurde.
Im Jahr 1913 wirkte sie tatkräftig an der Gründung der Bachgemeinde Wien mit, deren Präsidentin später ihre ehemalige Kommilitonin Mathilde Kralik von Meyrswalden war. Sie schrieb Geistliche Chorwerke, Vokalquartette, Lieder, Klavierwerke und Kammermusik. Ihr schriftlicher Nachlass befindet sich im Archiv der Gesellschaft der Musikfreunde in Wien. Sie wurde am Wiener Zentralfriedhof bestattet.
In der Literatur kommen für Katharina von Escherich weitere Schreibweisen vor: Katharina Haus, Kitty von Escherich-Haus, Kitty von Escherich, Katharina von Escherich-Haus.
Ihre Tochter Maria Theresia Escherich (* 1882) gehörte zum Club der Wiener Musikerinnen.

## Werke

### Kirchenmusik
- „Magnificat“ für und 4 stimmigen Frauenchor und Sopran Solo
- „Deutsches Stufengebet“ 1 Stimme für Frauenstimmen, 1 Stimme für Männerstimmen a cappella
- „Aus den Tiefen“ Psalm für Frauenchor und Sopransolo mit Orchester
- „Der Herr ist König“ für 8-stimmigen, gemischten Doppelchor, Baß-Solo und gr. Orchester
- „Zu Gott, der meine Jugend erfreut“ für 8 stimmigen Doppelchor mit Begleitung des Orchesters
- „Espirando“ für 4 Stimmen, SS, AA
- „Meine Mutter hat’s gewollt“ für 4 Stimmen, S, A, T, B
- „Christnacht“ Gedicht von Platen, für Sopran – u. Alt-Solo, Frauenchor und Klavier
- „Messe in F-moll“ (Soli, Chor, Orgel)

### Lied
- „Kurz vor dem Scheiden.“ Für Singstimme und Klavier: Was ich hatt’ empfunden / In der Brust, so warm, /Wie sich’s losgerungen/
- „Sonne der Schlummerlosen!“ (aus den hebräischen Gesängen des Lord Byron)
- „Der Königssohn“ Ballade-Cyklus in 8 Gesängen von Uhland. Für Bariton mit Begleitung des Klaviers.
- „Nocturno“ für Alt u. Clavier

### Klavier Solo
- „Suite für Klavier“ (Allegro energico – Andante – Scherzo – Finale) Oktober 1899
- „2 Clavierstücke“ „1. Ostermorgen 2. Einsamkeit“
- „Sonate“ cis-moll
- „12 Variationen über ein Thema“
- „Thema (Sarabande) mit Variationen“
- "Sonate" (Es-dur)